# ネイサン・メイアー・ロスチャイルド

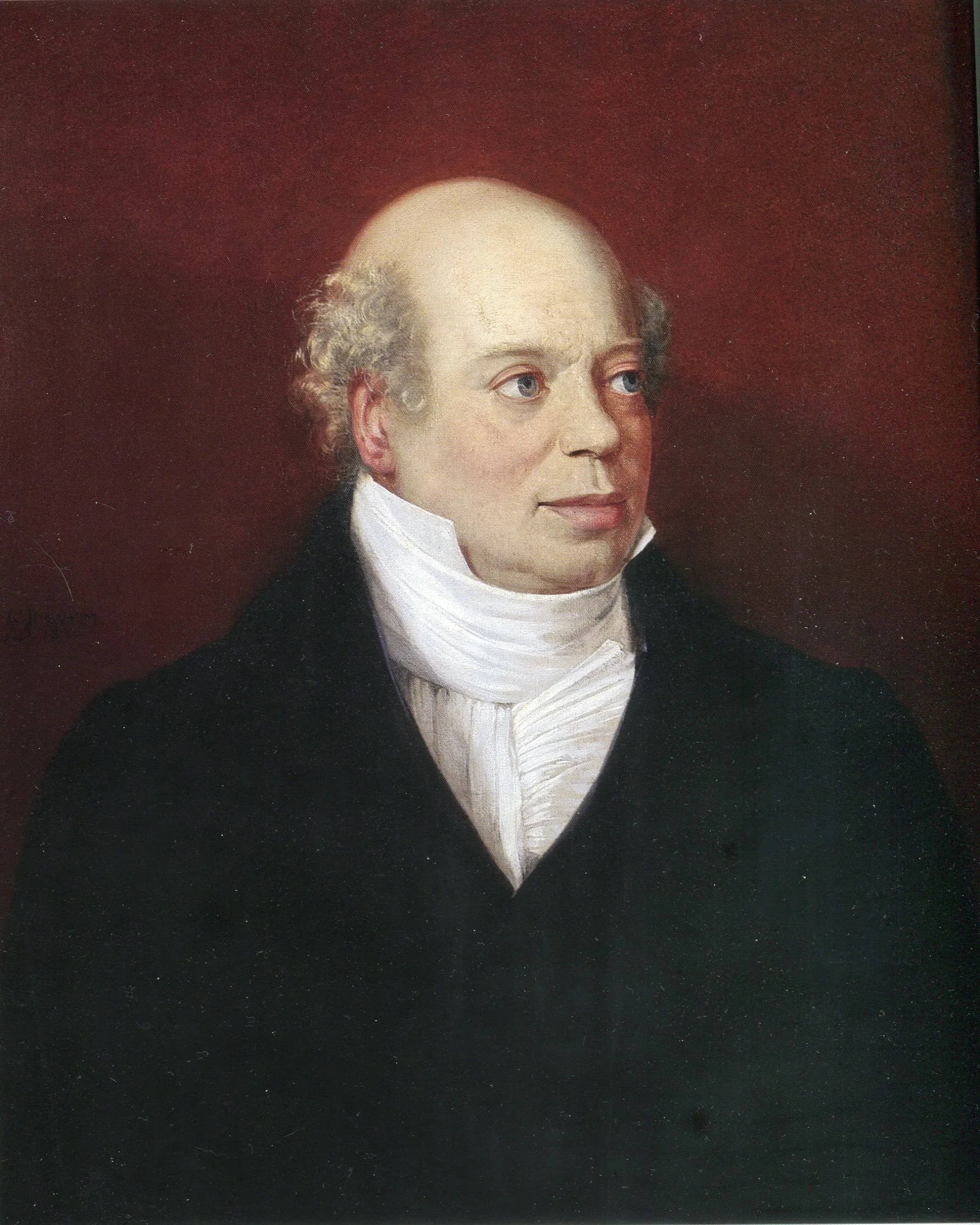
ネイサン・メイアー・ロスチャイルド

ネイサン・メイアー・ロスチャイルド（Nathan Mayer Rothschild, 1777年9月16日 - 1836年7月28日）は、ドイツ出身のイギリスの銀行家。ドイツ語読みではナータン・マイアー・ロートシルトと読む。
マイアー・アムシェル・ロートシルトの三男であり、ロンドン・ロスチャイルド家の祖にあたる。

## 経歴
マイアー・アムシェル・ロートシルトの三男として神聖ローマ帝国（現ドイツ）帝国自由都市フランクフルト・アム・マインに生まれる。
1798年、21歳のとき繊維業の中心地であるイギリス・マンチェスターへ移住した。フランス革命以来、ドイツでは流通が混乱して綿製品が高騰していたので、産業革命により綿製品の大量生産がおこなわれているマンチェスターで安く仕入れ、ドイツへ送って莫大な利益をあげることができた。さらに中間マージンを節約するため、買い入れだけではなく、綿糸や染色業にも手を伸ばしていき、綿糸業全体を扱うようになった。
やがてこの事業で得た利益を使って金融業も手掛けるようになった。1804年にはロンドンへ移住し、1811年にはN・M・ロスチャイルド&サンズを起こして為替手形貿易の銀行家に転じた。
大陸を席巻したナポレオン・ボナパルトは1806年に大陸封鎖令を出して敵国イギリスとの貿易を禁じた。これによりコーヒー、砂糖、煙草、綿製品など大陸諸国がイギリスやその植民地からの輸入に頼っている商品の価格が高騰した。一方イギリスでもそれらの商品の価格が市場の喪失で暴落した。ネイサンをこれを利用し、イギリスで安く買って大陸へ密輸し、父や兄弟たちが大陸内で確立しているロスチャイルド家の通商ルートや情報網を使って各地で売りさばいた。これによってロスチャイルド家は莫大な利益を上げられた上、物資不足にあえいでいた現地民からも大変に感謝された。
現金や金の密輸も手掛け、イギリス政府が反フランス同盟国に送った軍資金の輸送も請け負った。パリの末弟ジェームスと協力して、イギリスからフランスを経由してピレネー山脈の向こうのイベリア半島で戦うイギリス軍司令官ウェリントン公爵のもとに金塊を届けたこともある。
5兄弟のなかで最も先導的であった彼は、他の兄弟からナポレオンになぞらえ「総司令官」と呼ばれていた（他の兄弟たちは「師団長」）。
1815年のワーテルローの戦いは、ナポレオンが勝てばイギリスのコンソル公債は暴落し、イギリスが勝てば逆に高騰するだろうと言われていた。ネイサンはロスチャイルド家の素早い情報伝達体制を駆使して、いち早くイギリス勝利の情報を掴んだ。ロスチャイルド家の優れた情報収集体制は金融界に知れ渡っていた為、みなネイサンの動向を注視していた。そこでネイサンはまず公債を売った。それを見た他の投資家たちはイギリスの敗戦を確信し、一斉に売りに入った。公債が暴落したところでネイサンは急遽莫大な量の買いに入った。イギリスの勝利の報告が入ると公債は急騰し、ネイサンは莫大な利益を上げることに成功した。これは「ネイサンの逆売り」として伝説化した（ただしこの伝説は後世の創作とする説もある）。
1817年にはロスチャイルド五兄弟全員にオーストリア帝国のハプスブルク家より「フォン（von）」の称号を送られ、さらに1822年には5兄弟に男爵位と紋章が授与された。だがネイサンは称号や紋章のような名誉には関心がなく、男爵の称号も全く使用しなかった。勲章も贈られていたが、身につけなかった。自由主義国イギリスではハプスブルク帝国のような専制王朝国家から授与された爵位などほとんど価値を認められていないことをネイサンが感じとっていたためとも言われる。名前にドイツ語の貴族称号「フォン」を入れることも忌避し、繊細な印象があるフランス語の貴族称号「ド（de）」に変更している。
1824年、モンテフィオーレ家とアライアンス保険を立ち上げた。これは1710年創業の太陽保険と1959年に合併した。また、1845年創業のロイヤル保険と1996年に合併した。2008年に現在の社名RSA Insurance Group となった。
1836年6月に長男ライオネルと弟カール（ナポリ家の祖）の娘シャーロットが結婚した。それを見届けた後の7月28日に炎症を悪化させて60歳足らずで死去した。イーストエンドの墓地に葬られた。
『タイムズ』紙は彼の死について「英国金融界にとって、恐らくはヨーロッパ金融界にとっても、最も重大な事件であろう。彼と比肩できる金融操作はかつて存在したことがなかった。残された彼の兄弟と同じく、彼は男爵の爵位と貴族の特権を有していたが、彼は貴族のようにふるまうことはなく、ロスチャイルドの名前の方を誇りにし、その名のもとに称号ではもたらすことのできぬ名誉を得たのである」と評した。

## 家族・親族
1806年に英国ユダヤ人レヴィ・ベアレント・コーエンの娘であるハナ・ベアレント・コーエン（1783年 - 1850年）と結婚した。ハナとの間に以下の7子を儲けた。
- 第1子（長女）シャーロット（1807年 - 1859年）- ウィーン家のアンゼルム・フォン・ロートシルトと結婚
- 第2子（長男）ライオネル（1808年 - 1879年）- ロンドン・ロスチャイルド家第2代当主。庶民院議員。
- 第3子（次男）アンソニー（1810年 - 1876年）- イギリスの准男爵位に叙される。
- 第4子（三男）ナサニエル（1812年 - 1870年）- パリに移住してシャトー・ムートンを買い取る。
- 第5子（次女）ハナ・メイアー（1815年 - 1864年）- ヘンリー・フィッツロイ（英語版）と結婚。
- 第6子（四男）メイヤー・アムシェル（1818年 - 1874年） - 庶民院議員、馬主。
- 第7子（三女）ルーイーズ（1820年 - 1894年）- フランクフルト本家のマイアー・カール・フォン・ロートシルト（ドイツ語版）と結婚

ちなみにハナの伯父ザロモン・ダヴィド・ベアレント・コーエン（Salomon  David Barent Cohen）は、カール・マルクスの母方の曾祖父にあたる。